# Charles Coutard
Charles Coutard   (Poissy, 17 de novembre de 1952) és un antic pilot de trial francès. Durant la dècada del 1970 i començaments de la del 1980 va ser un dels competidors més destacats del Campionat del Món i va guanyar vuit Campionats de França.

## Carrera esportiva

### Primers anys
Charles Coutard va viure l'ambient del trial des de la infantesa, ja que el seu pare, Claude Coutard, fou un dels pioners i impulsors d'aquest esport a França. Més tard, el fill de Charles, Arthur, va esdevenir un especialista en trial acrobàtic.
Charles Coutard va començar a competir de ben jove, sempre amb Bultaco. El 1970 va participar a la prova francesa del Campionat d'Europa a encara no disset anys i hi va obtenir punts en acabar-hi novè. El 1972, a dinou anys, va guanyar contra tot pronòstic la darrera prova del campionat, a Suïssa. A partir d'aleshores va començar a disputar el campionat complet integrat dins l'equip oficial de Bultaco, on tingué de companys al llarg dels anys Malcolm Rathmell, Martin Lampkin, Yrjö Vesterinen, Manuel Soler i Bernie Schreiber entre d'altres. De 1971 a 1977, Coutard va guanyar set campionats de França seguits, tots amb Bultaco.

### Èxits al mundial
El 1975, l'any en què l'antic campionat d'Europa va esdevenir mundial, Coutard va obtenir el millor resultat de la seva carrera en acabar-hi en cinquena posició final. El 1977 hi va obtenir dues victòries seguides (Estats Units i Canadà) i va acabar el mundial en sisena posició.

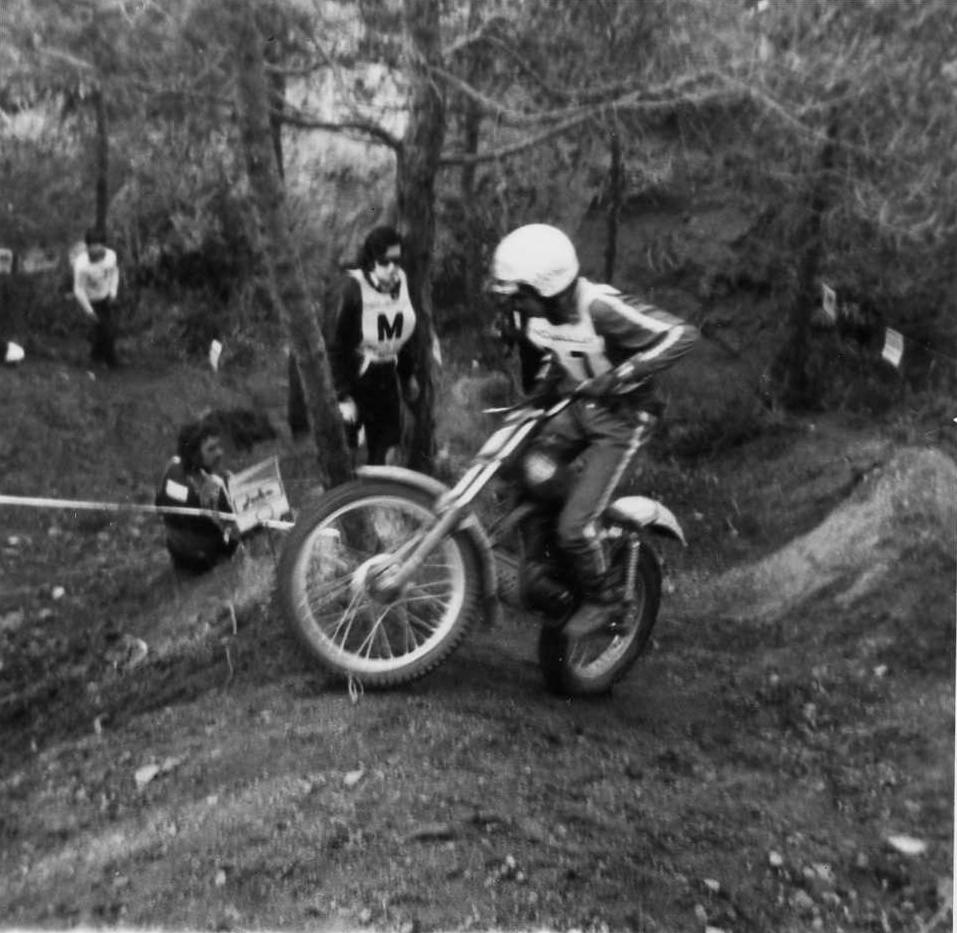
Coutard amb la SWM al Trial de Sant Llorenç de 1978

Acabada la temporada de 1977, al novembre, Coutard va decidir no renovar el contracte amb Bultaco i acceptar l'oferta de SWM, un fabricant italià que debutava el 1978 al mundial amb un nou model, la Guanaco 320, que havia estat desenvolupat per Sammy Miller a finals d'aquell 1977. Coutard va esdevenir el pilot principal del primer equip oficial de la marca i el pilot provador de la Guanaco.
Després d'una temporada inicial decebedora amb la SWM el 1978, en què acabà el mundial en dotzena posició final, Coutard començà a adaptar-se a la nova moto i el 1979 ja hi va obtenir una victòria –a Itàlia–, que fou la primera de SWM al mundial de trial i va acabar el campionat en setena posició, a més de tornar a guanyar el campionat de França. Només dos anys després, el 1981, SWM va guanyar el mundial amb el també francès Gilles Burgat, un pilot a qui Coutard havia descobert i fet entrar a l'equip de la marca italiana al tombant de 1977.
El 1980 va decidir abandonar la marca italiana un cop començada la temporada i va passar a l'equip de Montesa, amb el qual va competir dues temporades. El 1981 va tornar a quedar setè al mundial amb la moto catalana. El 1982, Coutard va tornar a Bultaco després de quatre temporades i va acabar el mundial en vuitena posició, el millor classificat amb la marca catalana.

### Darrers temps
De cara a 1983, Coutard acceptà l'oferta del nou fabricant francès JCM i en va esdevenir el pilot principal. Aquell any va ser el seu darrer en actiu al campionat del món i només va poder puntuar a Gran Bretanya, on fou setè. Acabat el campionat, el 25 d'octubre, Coutard va pujar juntament amb Jöel Descuns fins al segon pis de la Torre Eiffel amb la JCM i va establir així un rècord mai provat fins aleshores.

## Palmarès
| Any          | Motocicleta  | Campionat del Món | Campionat de França |
| ------------ | ------------ | ----------------- | ------------------- |
| 1970         | Bultaco      | 39è               |                     |
| 1971         | Bultaco      | -                 | 1r                  |
| 1972         | Bultaco      | 13è               | 1r                  |
| 1973         | Bultaco      | 9è                | 1r                  |
| 1974         | Bultaco      | 9è                | 1r                  |
| 1975         | Bultaco      | 5è                | 1r                  |
| 1976         | Bultaco      | 6è                | 1r                  |
| 1977         | Bultaco      | 6è                | 1r                  |
| 1978         | SWM          | 12è               |                     |
| 1979         | SWM          | 7è                | 1r                  |
| 1980         | SWM/Montesa  | 14è               |                     |
| 1981         | Montesa      | 7è                |                     |
| 1982         | Bultaco      | 8è                |                     |
| 1983         | JCM          | 19è               |                     |
| Total títols | Total títols | 0                 | 8                   |

Notes
1. ↑  Fins al 1974 el Campionat era d'Europa, i a partir de 1975 va passar a anomenar-se Campionat del Món
2. ↑  Al total de títols s'hi compten tots els campionats estatals o internacionals guanyats